# Ainhoa Ibarra
Ainhoa Ibarra Astelarra (Guernica y Luno, 27 de octubre de 1968) es una esquiadora olímpica española que durante veintidós años fue miembro del Equipo Nacional Español. En la actualidad[¿cuándo?] es la directora técnica del “Ainhoa Ibarra Ski Club” (AISC).

## Trayectoria
Comenzó a competir con seis años y durante veinticinco años se dedicó al esquí de competición (veintidós años como miembro del Equipo Nacional Español). Con quince años se proclamó Campeona del Mundo Escolar Infantil (Cortina d'Ampezzo, 1983) y diecinueve veces consiguió el título de Campeona de España (nueve absoluta, nueve infantil y una junior).
Participó en los Juegos Olímpicos de Invierno de Calgary 1988, Albertville 1992, Lillehammer 1994 y Nagano 1998. En la ceremonia de apertura de los Juegos Olímpicos de Lillehammer de 1994 y de Calgary de 1988 fue la encargada de portar la bandera.
Además participó en innumerables campeonatos internacionales, destacando primeras posiciones en Copa de Europa, Norteamérica, Japón y carreras internacionales (F.I.S.).

## Palmarés
- Participación en 4 Juegos Olímpicos (Calgary 88, Albertville 92, Lillehamer 94 y Nagano 98).
- Abanderada en los Juegos Olímpicos de Calgary 88 y Lillehamer 94.
- Participación en 7 Campeonatos del Mundo (Crans Montana 87, Vail 89, Saalbach 91, Morioka 93, Sierra Nevada 96, Sestrieres 97 y Vail 99).
- 65 veces internacional en la Copa del Mundo (finalista copa del mundo, mejor posición 8.º puesto “Are 1995”)
- 8.º puesto en el Campeonato del Mundo de Sierra Nevada 96.
- 19 veces Campeona de España (9 absoluta, 9 infantil y 1 junior).
- 1.ª posición en Copa de Europa GS (Bardonechia 1995, Italia).
- 1.ª posición en Copa de Norteamérica GS (Wild Cat 1993, USA).
- 1.ª posición en Copa de Japón GS (Nozawa-Onsen 1987, Japón).
- 2.ª posición en Copa de Europa SG (Flachau 1989, Austria).
- 2.ª posición en Copa de Norteamérica GS(1987, USA).
- 1.ª posición en carreras internacionales (F.I.S.) disputadas en: Japón, Estados Unidos, Canadá, Austria, Chile, Francia, Italia, Suiza, España.
- Campeona del Mundo Escolar Infantil SL (Cortina d´Ampezzo 1983, Italia).
- 4.º puesto en el Campeonato Internacional Infantil “Topolino” GS (Monte Bondone 1982, Italia).

## Premios y puestos de relevancia
- Medalla de Bronce de la Real Orden del Mérito Deportivo 2000
- Premio a la “Trayectoria Deportiva” entregado por la Asociación de Prensa del Deporte Vasco
- Miembro de la Federación Internacional de Esquí (2002)
- Miembro del Comité Olímpico Español (2002-2006)
- Miembro del Consejo Vasco del Deporte (2002-2006)